# Эпштейн, Рихард
Рихард Эпштейн (нем. Richard Epstein; 26 января 1869, Вена — 1 августа 1919, Нью-Йорк) — австрийский пианист, педагог. Сын и ученик Юлиуса Эпштейна. Первым браком был женат на дочери Иоганна Штрауса.

## Биография
Рихард Эпштейн обучался музыке у своего отца и австрийского композитора Роберта Фукса. Сначала он был пианистом и педагогом в Берлине и Дрездене, в 1904—1914 годах работал музыкальным педагогом в Лондоне, затем переехал в Нью-Йорк.
В 1910 году он записал отрывок из оперы Джакомо Пуччини «Богема» в собственном фортепианном переложении. Эпштейн также подготовил американское издание 19 фортепианных сонат Вольфганга Амадея Моцарта (1918), ставшее стандартным (последнее переиздание 1986). В течение первого сезона (1918) был пианистом Элшуко-трио, встретившего восторженный приём американской музыкальной критики.